# Josh Safdie
Pour les articles homonymes, voir Safdie.
Josh Safdie est réalisateur, scénariste et producteur américain né le 3 avril 1984 à New York. Il a un temps travaillé avec son frère Benny Safdie, avant d'entamer une carrière en solo.

## Biographie

### Jeunesse et études
Joshua Henry Safdie nait le 3 avril 1984 à New York, fils de Amy et Alberto Safdie. Après le divorce de leurs parents, lui et son frère Benny partagent leur enfance entre leur père dans le Queens et leur mère et son beau-père à Manhattan.
Josh fréquente la Columbia Grammar & Preparatory School (en) à Manhattan avant de sortir diplômé de l'école Boston University College of Communication (en) en 2007.

### Carrière
En 2002 sort le court métrage Lethargy, coréalisé avec David Gelb. Il y dirige Robert Downey Jr.. Peu après, Josh réalise son premier long métrage, The Pleasure of Being Robbed, dont il a également coécrit le script. Benny Safdie participe quant à lui au montage. Le long métrage est présenté au festival South by Southwest en mars 2008, puis à la Quinzaine des réalisateurs au festival de Cannes 2008. Il connait une sortie limitée dans quelques salles américaines en octobre 2008. Le film reçoit des critiques mitigées.
Les frères Sadfie réalisent et écrivent ensuite leur premier film commun, Lenny and the Kids, sorti en 2009. Il met en scène Ronald Bronstein. Le film est à nouveau présenté à Cannes en 2009, toujours à la Quinzaine des réalisateurs. Les deux frères réalisent ensuite un documentaire sur le joueur de base-ball Lenny Cooke (en). Le documentaire, intitulé sobrement Lenny Cooke est présenté au festival du film de Tribeca 2013,
Josh et Benny Safdie réalisent ensuite le long métrage Mad Love in New York (Heaven Knows What en VO), présenté à la Mostra de Venise 2014. Le film s'inspire en partie de la vie d'Arielle Holmes, qui tient l'un des rôles principaux. Le film reçoit des critiques globalement positives,. Acteur occasionnel, il apparait par notamment dans le film franco-allemand Ce sentiment de l'été (2015) de Mikhaël Hers
Les deux frères mettent ensuite en scène le thriller policier Good Time. Il est présenté au Festival de Cannes 2017, cette fois en compétition officielle pour la Palme d'or. Là encore, les critiques sont plutôt bonnes,, mais le film est un échec au box-office avec seulement 3 millions de dollars récoltés dans le monde.
Avec son frère, il dirige ensuite Adam Sandler, Lakeith Stanfield ou encore Julia Fox dans Uncut Gems. Produit par Martin Scorsese, le film est diffusé sur Netflix en 2019. Les Safdie remportent notamment le Independent Spirit Award de la meilleure réalisation.
En 2024, Il est annoncé que Josh et Benny ne réaliseront plus de films ensemble et poursuivront une carrière solo. Benny décrit cette séparation comme amicale, la qualifiant de « progression naturelle de ce que nous souhaitons chacun explorer. » Peu après, il est annoncé que le prochain projet de Josh et Marty Supreme, en partie inspiré de la vie du joueur de tennis de table Marty Reisman. Le film met en scène Timothée Chalamet et Gwyneth Paltrow,. Produit et distribué par A24, il sortira en décembre 2025. Son partenaire Ronald Bronstein coécrit le scénario et monte le film. Avec un budget de 70 millions de dollars, c'est à l'époque le plus gros projet d'A24.

### Vie privée
Josh Safdie est Juif. Son père, qui est né en Italie, a grandi en France est un descendant de Séfarades et de Juifs syriens,,,. Sa mère a des origines russes. Son grand oncle est l'architecte Moshe Safdie.
Josh est un fan des Knicks de New York.

## Filmographie
Sauf indication contraire, les informations mentionnées dans cette section peuvent être confirmées par les bases de données cinématographiques IMDb et Allociné,  présentes dans la section « Liens externes ».

### Carrière solo

#### Réalisateur
- 2002 : Lethargy (court métrage) (coréalisé par David Gelb)
- 2004 : Alberto Lives in a Bathroom (court métrage)
- 2006 : If You See Something, Say Something (court métrage)
- 2006 : We're Going to the Zoo (court métrage)
- 2006 : I Think I'm Missing Parts (court métrage)
- 2007 : The Back of Her Head (court métrage)
- 2008 : The Pleasure of Being Robbed
- 2012 : Lose Her Island (court métrage)
- 2013 : Heartland (court métrage)
- 2025 : Marty Supreme

#### Scénariste
- 2002 : Lethargy (court métrage) de lui-même et David Gelb
- 2004 : Alberto Lives in a Bathroom (court métrage) de lui-même
- 2006 : If You See Something, Say Something (court métrage) de lui-même
- 2006 : I Think I'm Missing Parts (court métrage)
- 2006 : We're Going to the Zoo (court métrage) de lui-même
- 2007 : The Back of Her Head (court métrage) de lui-même
- 2008 : The Pleasure of Being Robbed de lui-même
- 2025 : Marty Supreme de lui-même

### Producteur
- 2025 : If I Had Legs I'd Kick You de Mary Bronstein (en)

### Acteur
- 2006 : We're Going to the Zoo (court métrage) de lui-même : The Hitchhiker
- 2006 : The Ralph Handel Story (court métrage) de lui-même et Benny Safdie : le réalisateur (voix)
- 2007 : The Back of Her Head (court métrage) de lui-même : lui-même
- 2008 : The Pleasure of Being Robbed de lui-même : Josh
- 2008 : Yeast de Mary Bronstein : Riverguy #1
- 2009 : Hôtel Woodstock (Taking Woodstock) d'Ang Lee : le caméraman du documentaire (non crédité)
- 2009 : Lenny and the Kids (Go Get Some Rosemary) de lui-même et Benny Safdie : Chris
- 2009 : La corsa (court métrage) de Trevor Joyce : Alessandro
- 2013 : Lydia Hoffman Lydia Hoffman (court métrage) de Dustin Guy Defa : Bruce
- 2013 : Hellaware de Michael M. Bilandic : le patron de la galerie
- 2013 : Stand Clear of the Closing Doors de Sam Fleischner (en) : un combattant
- 2015 : Ce sentiment de l'été de Mikhaël Hers : Thomas
- 2016 : Togetherness (série TV) - 1 épisode : Craddock Brother #1
- 2016 : My Art de Laurie Simmons : Tom
- 2017 : Ezer Kenegdo de Daniel Kremer et Deniz Demirer : Levi
- 2022 : Every Angel Is Terrifying (Lyric Version) (clip de The Weeknd) : Arthur Fleminger (voix)

## Distinctions principales
(en) Récompenses pour Josh Safdie sur l’Internet Movie Database

### Récompenses
- Film Independent's Spirit Awards 2009 : prix John-Cassavetes pour Lenny and the Kids (avec son frère)
- Festival du film de Sundance 2012 : prix du public du court métrage pour The Black Balloon (avec son frère)
- South by Southwest 2012 : prix Wolphin du court métrage pour The Black Balloon (avec son frère)
- Festival international du film de Tokyo 2014 : grand prix pour Mad Love in New York (avec son frère)
- Mostra de Venise 2014 : prix CICAE pour Mad Love in New York (avec son frère)
- Florida Film Critics Circle Awards 2019 : meilleur scénario original pour Uncut Gems (avec son frère et Ronald Bronstein)
- National Board of Review Awards 2019 : meilleur scénario original pour Uncut Gems (avec son frère et Ronald Bronstein)
- New York Film Critics Circle Awards 2019 : meilleur réalisateur pour Uncut Gems (avec son frère)
- San Diego Film Critics Society Awards 2019 : meilleur réalisateur pour Uncut Gems (avec son frère)
- Film Independent's Spirit Awards 2020 : meilleur réalisateur pour Uncut Gems (avec son frère)

### Nominations
- Festival du film de Belfort - Entrevues 2009 : grand prix du meilleur film pour Lenny and the Kids (avec son frère)
- Festival international du film de Gijón 2009 : grand prix Asturias du meilleur film pour Lenny and the Kids (avec son frère)
- Festival international du cinéma indépendant de Buenos Aires 2010 : meilleur film pour Lenny and the Kids (avec son frère)
- Critics' Choice Movie Awards 2020 : meilleure réalisation pour Uncut Gems (avec son frère)
- Primetime Emmy Awards 2024 : meilleure série documentaire pour Telemarketers